# Arenaria interpres
El vuelvepiedras común o vuelvepiedras rojizo  (Arenaria interpres) es una especie de ave caradriforme de la familia Scolopacidae.

## Descripción
Mide de 21 a 25 centímetros de largo, pesa unos 110 gramos, y tiene una envergadura de 43 a 49 cm. Tiene el cuerpo compacto, con sus patas, cuello y pico cortos. Sus patas tienen una coloración naranja intensa.
Su coloración varía con las estaciones. Durante el invierno su cabeza es café claro. Su zona dorsal es marrón oscura, gris y negra, y la ventral es blanca, con la garganta y pecho negros. En su época reproductiva los machos tienen la cabeza y cuello cubiertos con un llamativo diseño blanco y negro, con la zona dorsal roja.

## Distribución
Tiene un área de distribución que, según la estimación, va de uno a diez millones de kilómetros cuadrados, cubriendo parte de África, América, Asia, Europa y Oceanía.

## Comportamiento
La especie es completamente migratoria. De hábitos solitarios, se asocia en grupos pequeños, que pueden incluir individuos de otras especies, como el chorlitejo bicinchado (Charadrius bicinctus), aunque son gregarios al migrar y alimentarse, juntándose en grupos de hasta 100 individuos.
Anida entre mayo y principios de agosto, al norte de su distribución, en Alaska, Canadá, Groenlandia, Islandia, el norte de Europa continental y Asia. Construyen nidos solitarios cerca de la costa, aunque cuando las condiciones ambientales le son propicias, pueden anidar en grupos. Esconden su nido entre la vegetación, ocupándolo por varios años. La hembra pone 4 huevos de color verdoso con manchas parduzcas, que son empollados por ambos progenitores. Los huevos eclosionan luego de 22 a 24 días.
Durante el invierno migra hacia el sur, llegando hasta Oceanía, las islas británicas, incluso hasta el sur de África y Tierra del Fuego.

## Hábitat y alimentación
Vive en roqueríos costeros. Da vuelta las piedras, tablas, y otros obstáculos que encuentra, mientras busca los invertebrados de los que se alimenta, acción que le valió su nombre común. También se alimenta de carroña y pescado en descomposición.

## Taxonomía
Se reconocen las siguientes subespecies:
- Arenaria interpres interpres
- Arenaria interpres morinella

## Galería

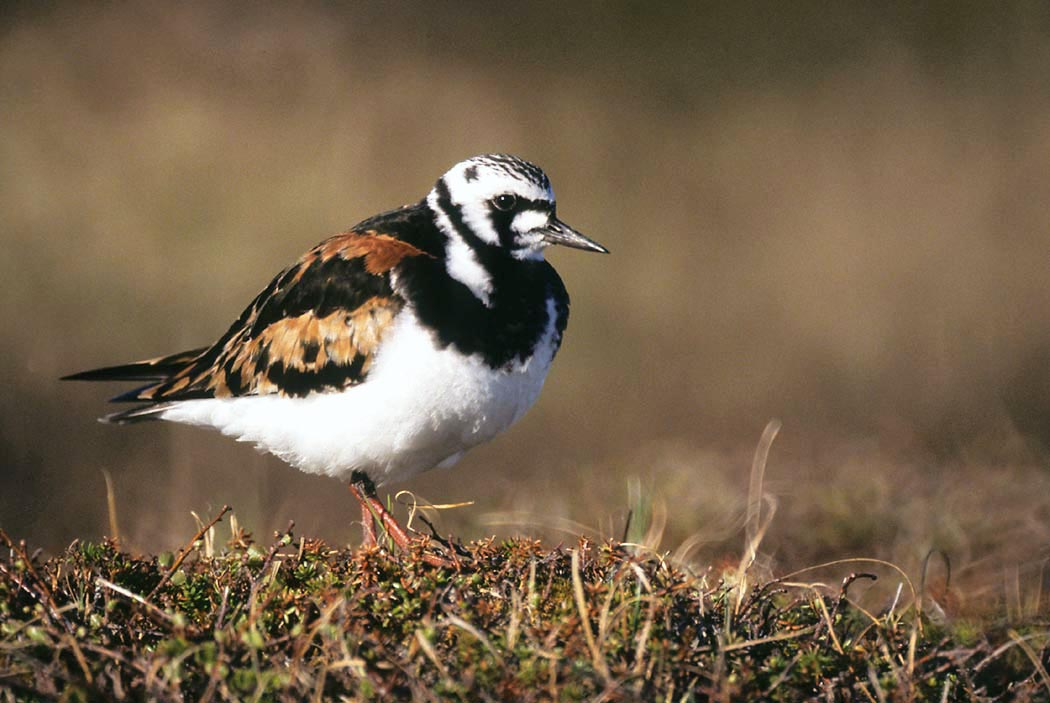
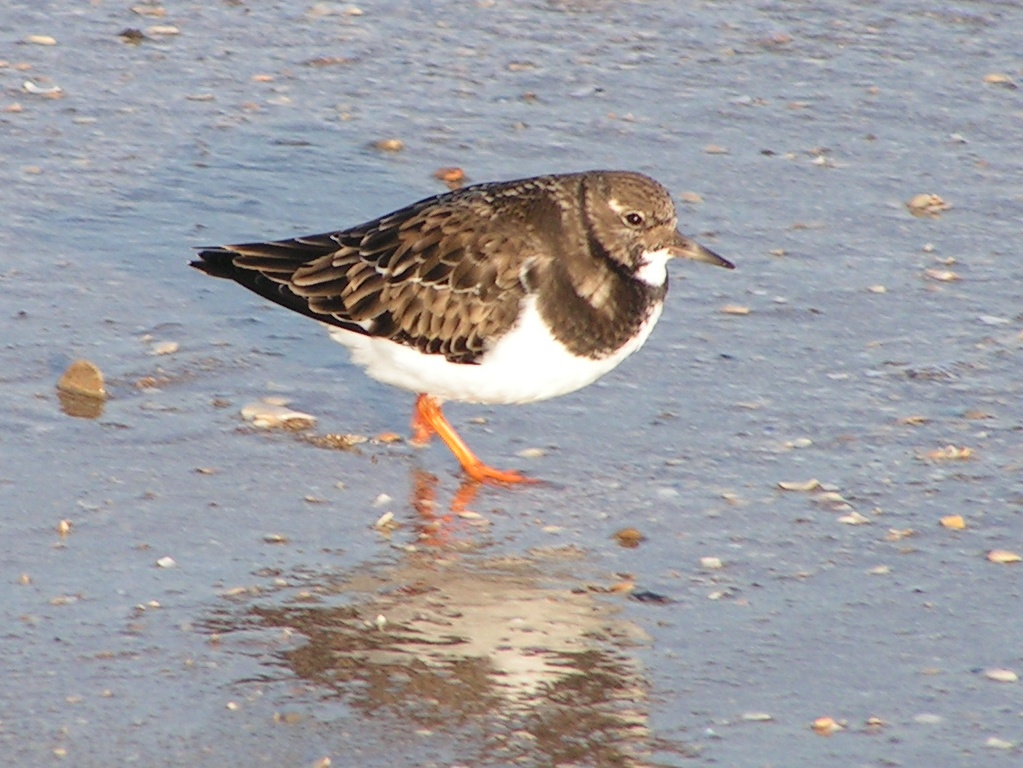
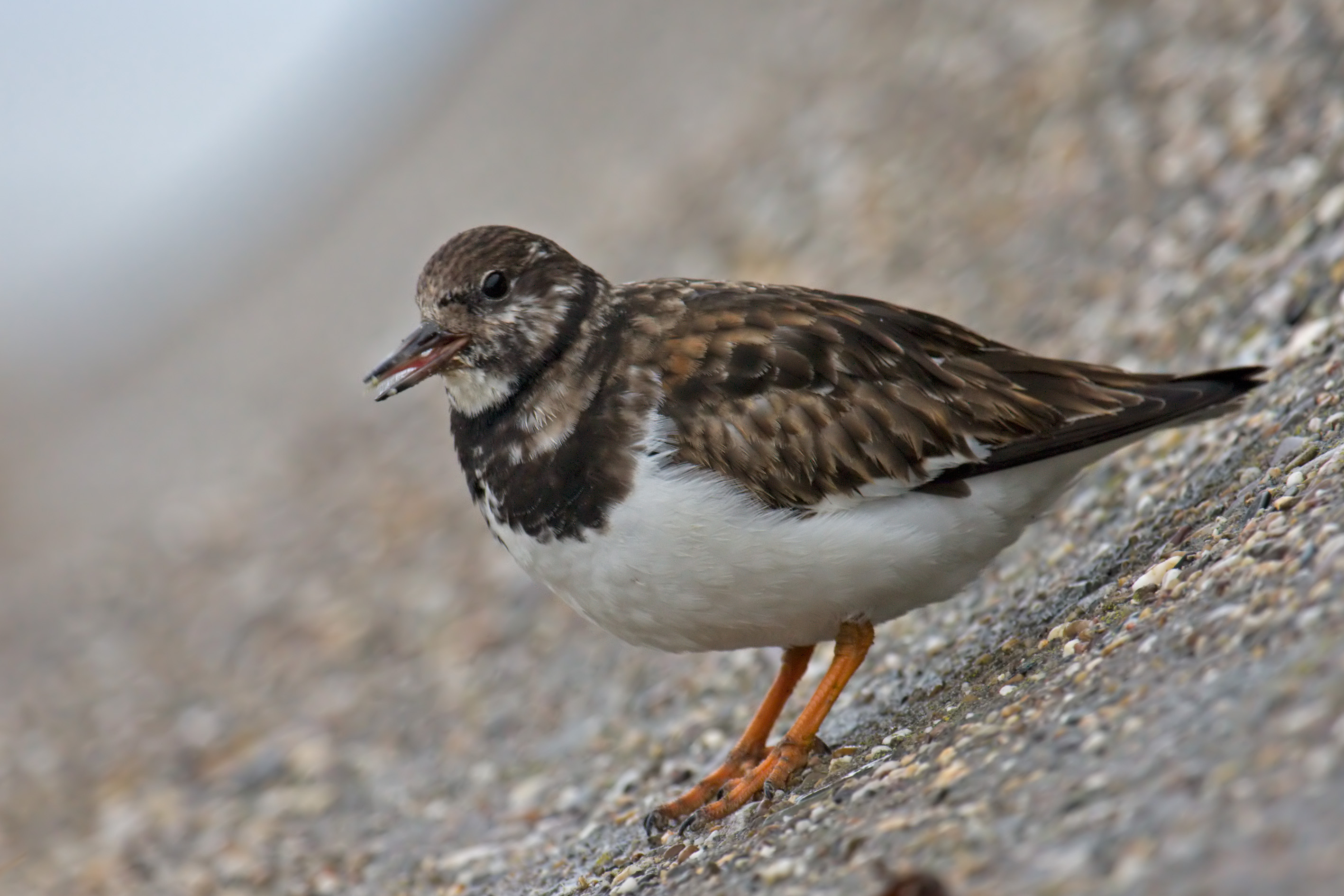
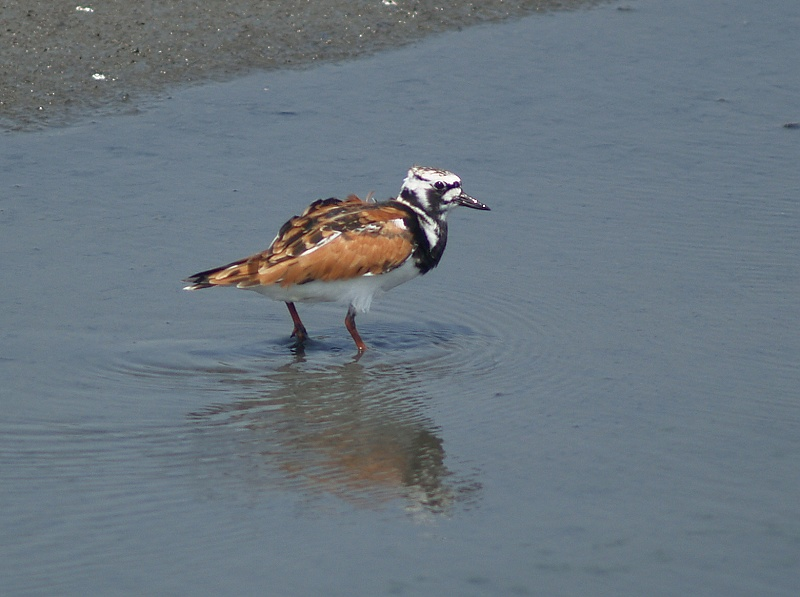
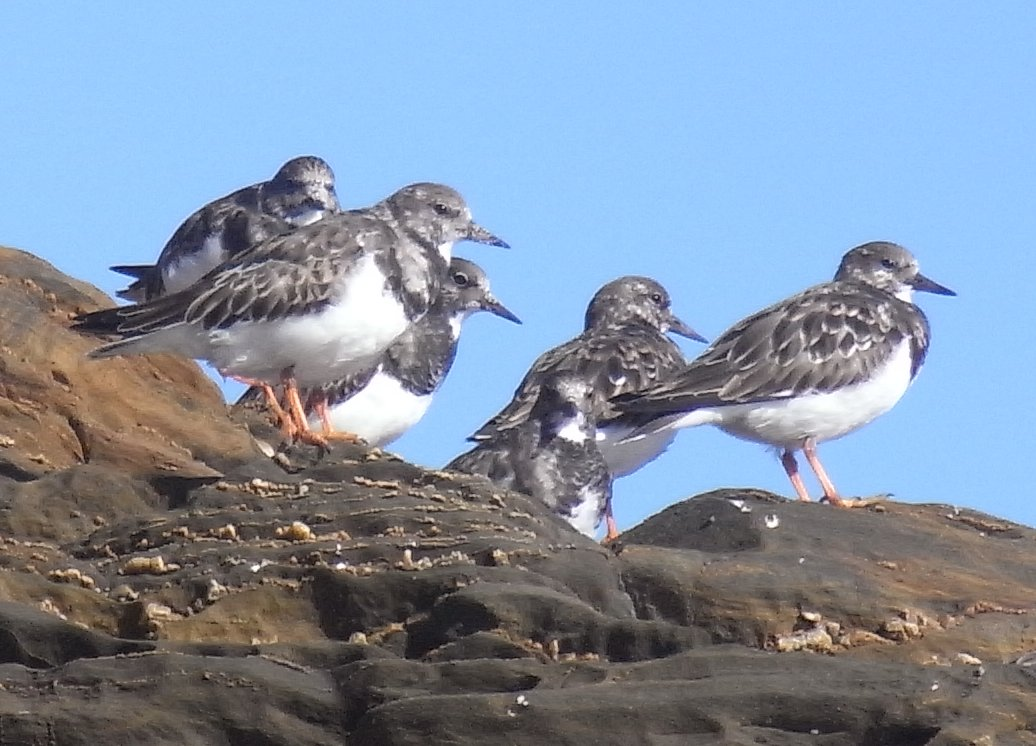
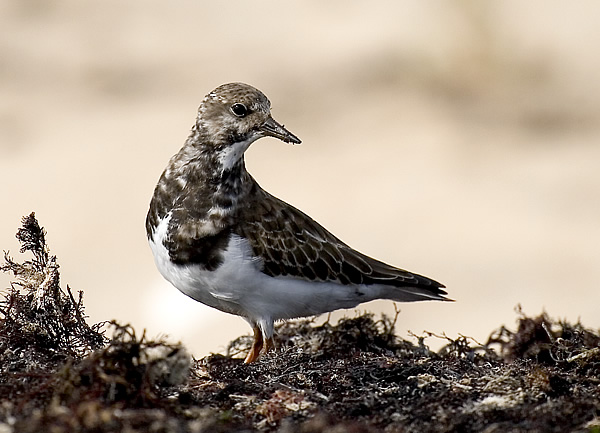
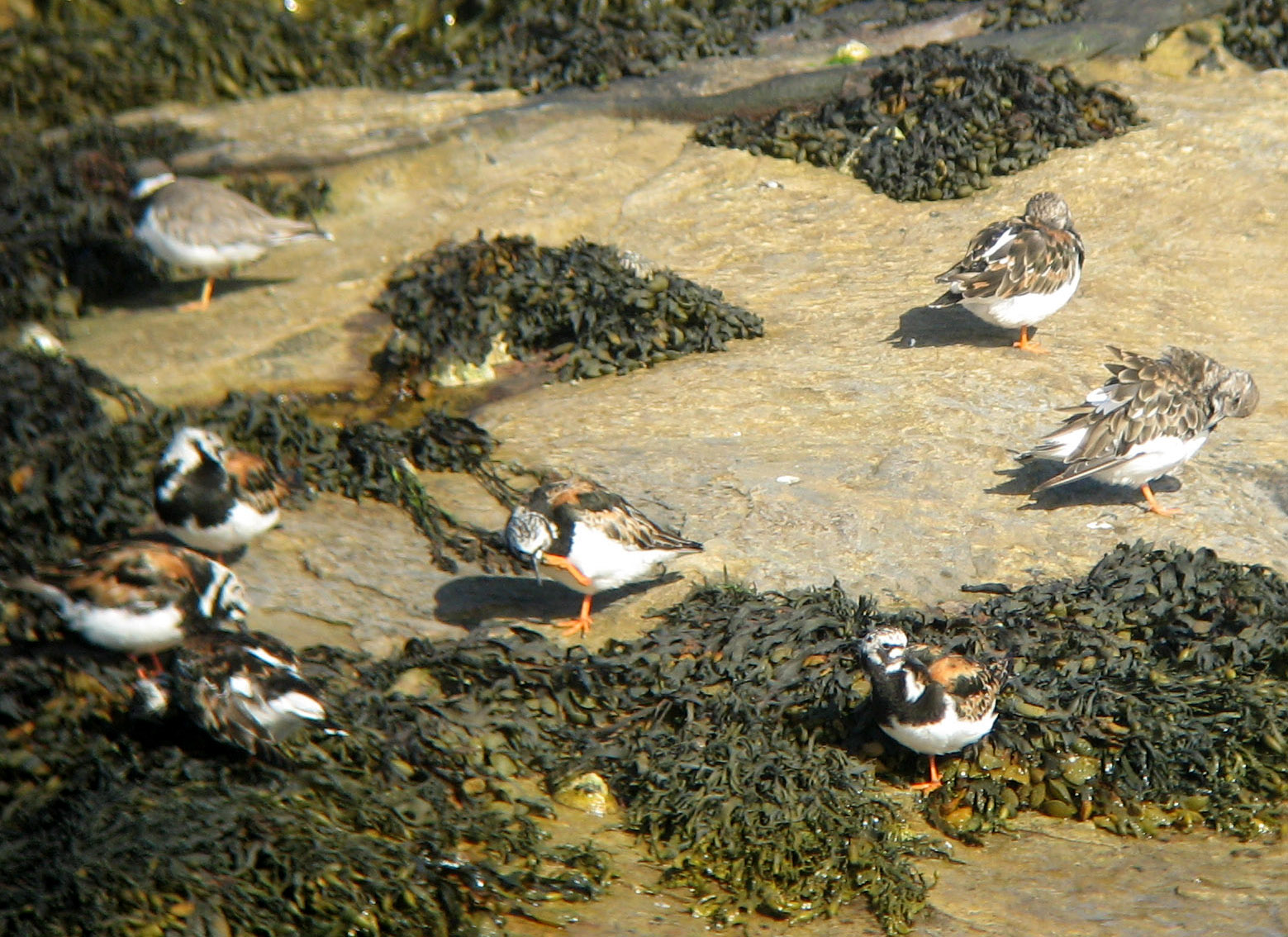
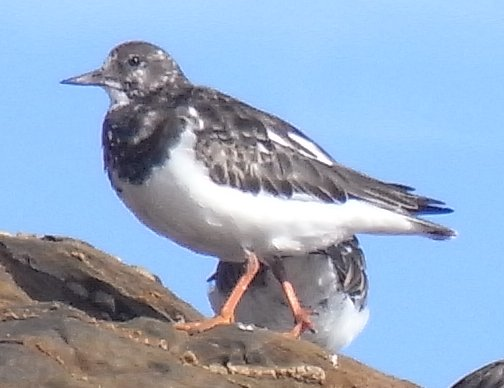
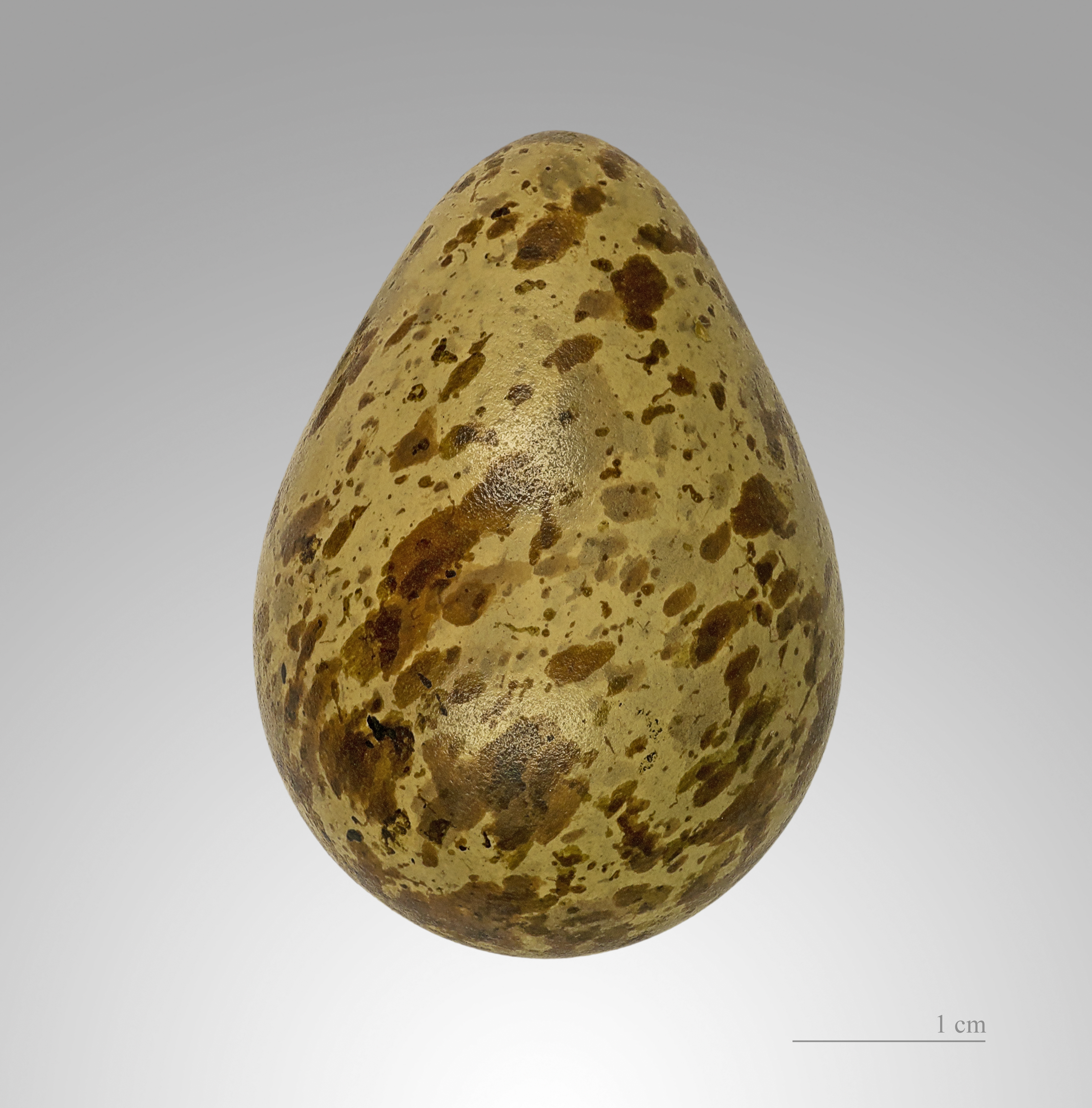
Huevo de Arenaria interpres